# 제시카 랭
제시카 랭(Jessica Lange, 1949년 4월 20일 ~ )은 미국의 배우이다. 아카데미상, 프라임타임 에미상, 토니상 트리플 크라운(Triple Crown of Acting)을 13번째로 달성한 인물이다. 1982년 영화 《투씨》를 통해 아카데미 여우조연상을, 1994년 영화 《블루 스카이》를 통해 아카데미 여우주연상을 수상했다. 이밖에도 골든 글로브상을 5회, 미국 배우 조합상을 1회 수상했다.

## 출연 작품
- 킹콩 (1976)
- 포스트맨은 벨을 두 번 울린다 (1981)
- 투씨 (1982)
- 여배우 프란시스 (1982)
- 케이프피어 (1991)
- 블루 스카이 (1994)
- 빅 피쉬 (2003) - 산드라 블룸 역 (노년)
- 브로큰 플라워 (2005)
- 돈 컴 노킹 (2005)
- 서약 (2012)
- 테레즈 라캥 (2013)

## 수상 경력
- 1977년 제34회 골든글로브시상식 신인여우상
- 1982년 캔자스시티비평가협회상 여우조연상
- 1982년 제3회 보스턴비평가협회상 여우조연상
- 1982년 제47회 뉴욕비평가협회상 여우조연상
- 1983년 밤비 어워즈 국제부문 여자배우상
- 1983년 제40회 골든글로브시상식 여우조연상
- 1983년 제17회 전미비평가협회상 여우조연상
- 1983년 제55회 아카데미시상식 여우조연상
- 1983년 제11회 모스크바국제영화제 여우주연상
- 1985년 조스포플래툰어워즈 여우주연상
- 1986년 조스포플래툰어워즈 여우주연상
- 1986년 뉴욕여성영화&텔레비전어워즈 뮤즈상
- 1992년 씨어터월드어워즈 올해의 여자배우상
- 1992년 여성특별상
- 1993년 웨스턴허이테지어워즈 동 카우보이상
- 1994년 유타비평가협회상 여우주연상
- 1995년 제52회 골든글로브시상식 드라마부문 여우주연상
- 1995년 제20회 LA비평가협회상 여우주연상
- 1995년 제67회 아카데미시상식 여우주연상
- 1996년 센트조어디어워드 여우주연상
- 1996년 제53회 골든글로브시상식 TV영화/미니시리즈부문 여우주연상
- 1999년 베로나필름페스티벌 여우주연상
- 2000년 크리스탈+루시여성영화상 크리스탈상
- 2002년 제50회 산세바스찬국제영화제 평생공로상
- 2003년 지아무어어워즈 올해의 여성상
- 2003년 프리미어 어워즈 아이콘상
- 2004년 인스피어워즈 인스피어오너리상
- 2004년 그레이스어워즈 드라마부문 여우주연상
- 2006년 제33회 링컨센터 채플린상
- 2009년 조지이스트맨하우스오너상
- 2009년 테어미나 아트 어워즈
- 2009년 제61회 에미상 TV영화/미니시리즈부문 여우주연상
- 2011년 도리안어워즈 올해의 TV스타상
- 2011년 제16회 새틀라이트시상식 TV부문 특별공로상
- 2012년 도리안어워즈 올해의 TV스타상
- 2012년 판-아메리칸영화&텔레비전기자협회상 TV영화/미니시리즈부문 여우조연상
- 2012년 제69회 골든글로브시상식 TV부문 여우조연상
- 2012년 제18회 미국배우조합상 TV영화/미니시리즈부문 여자연기상
- 2012년 제64회 에미상 TV영화/미니시리즈부문 여우조연상
- 2012년 루시 어워즈 더블 익스포서상
- 2013년 도리안어워즈 올해의 TV스타상
- 2013년 온라인영화&텔레비전협회상 미니시리즈부문 여우주연상
- 2014년 제4회 크리틱스초이스텔레비전어워즈 TV영화/미니시리즈부문 여우주연상
- 2014년 제66회 에미상 TV영화/미니시리즈부문 여우주연상
- 2014년 로열 어워즈 로열 파리레전드상
- 2015년 제30회 산타바바라국제영화제 커크 더글라스상
- 2016년 오우터비평가협회상 연극부문 여우주연상
- 2016년 드라마데스크어워즈 연극부문 여우주연상
- 2016년 제70회 토니상 연극부문 여우주연상